# NGC 2153
NGC 2153 је расејано звездано јато у сазвежђу Златна риба које се налази на NGC листи објеката дубоког неба.
Деклинација објекта је - 66° 24' 3" а ректасцензија 5h 57m 51,8s. Привидна величина (магнитуда) објекта NGC 2153 износи 13,1 а фотографска магнитуда 13,7. NGC 2153 је још познат и под ознакама ESO 86-SC43.